# Henry Qiodravu
Pas d'image ? Cliquez ici

a Compétitions nationales et continentales officielles uniquement.

b Matchs officiels uniquement.
Dernière mise à jour le 15 novembre 2021.
Henry Qiodravu Rawaico, né le 8 février 1977 dans la province de Suva des îles (Fidji), est un joueur de rugby à XV, qui joue avec l'équipe des Fidji évoluant au poste de pilier (1,78 m pour 117 kg).

## Carrière

### En club
- Waikato University  Nouvelle-Zélande
- FC Auch  France 2005-2006
- RC Orléans  France 2006-2009

### En équipe nationale
Il a eu sa première cape internationale le 30 juin 2000, à l’occasion d’un match contre l'équipe des États-Unis.

## Palmarès

### En équipe nationale
- 18 sélections avec l'Équipe des Fidji de rugby à XV
- Sélections par année : 3 en 2000, 8 en 2001, 7 en 2007

En coupe du monde :
- 2007 : 5 sélections